# Chūnibyō
Chūnibyō (中二病) est un terme familier japonais généralement utilisé pour décrire les jeunes adolescents atteints de mégalomanie, qui veulent désespérément se démarquer et qui se sont convaincus qu'ils ont des connaissances cachées ou des pouvoirs secrets. Il se traduit par "syndrome du collège". Il est parfois appelé eighth-grader syndrome aux États-Unis, généralement dans le contexte de localisations d'anime qui présentent le concept comme un élément important de l'intrigue,,.

## Histoire
Le terme a été popularisé en 1999 par l'humoriste japonais Hikaru Ijūin, qui l’a utilisé pour décrire les aspirations exagérées des jeunes, comme s’il s’agissait d’un syndrome qu'il aurait lui-même contracté,. Initialement une remarque humoristique sur les comportements enfantins des élèves de l'école primaire, le terme a pris de l'ampleur et a été de plus en plus pris au sérieux, au point d'intéresser des domaines comme la psychologie. Face à cette évolution, Ijūin a désavoué sa création en 2009, regrettant que son concept léger ait été interprété comme une véritable condition psychologique.
En 2008, Hyōya Saegami a approfondi cette idée dans son ouvrage Chūnibyō Toriatsukai Setsumei Sho ou « Manuel d'utilisation du chūnibyō », où il identifie trois catégories distinctes de ce syndrome : les « DQN », qui adopte des comportements de délinquants ; les « sous-cultures », qui rejettent les tendances dominantes ; et les « mauvais œil », caractérisés par des jeunes prétendant posséder des pouvoirs surnaturels.

## Héritage
Le critique littéraire Boshi Chino a suggéré d'ajouter au roman Don Quichotte le sous-titre « Chūnibyō à partir de 50 ans » en raison du cercle vicieux présent dans l’œuvre. Il souligne que « le protagoniste voit le monde à travers des lunettes déformantes », et que « les personnes autour de lui, plutôt que de confronter ses illusions, finissent par les renforcer en jouant le jeu ». Ce comportement, loin de dissiper les délires du héros, l'enferme encore davantage dans ses fantasmes, accentuant sa déconnexion avec la réalité.